# South Greeley
South Greeley és una concentració de població designada pel cens dels Estats Units a l'estat de Wyoming. Segons el cens del 2000 tenia 4.201 habitants.

## Demografia
Segons el cens del 2000, South Greeley tenia 4.201 habitants, 1.553 habitatges, i 1.091 famílies. La densitat de població era de 959,8 habitants/km².
Dels 1.553 habitatges en un 42% hi vivien nens de menys de 18 anys, en un 48,6% hi vivien parelles casades, en un 14,8% dones solteres, i en un 29,7% no eren unitats familiars. En el 22,5% dels habitatges hi vivien persones soles el 4,7% de les quals corresponia a persones de 65 anys o més que vivien soles. El nombre mitjà de persones vivint en cada habitatge era de 2,71 i el nombre mitjà de persones que vivien en cada família era de 3,15.
Per edats la població es repartia de la següent manera: un 32,1% tenia menys de 18 anys, un 10,9% entre 18 i 24, un 33,8% entre 25 i 44, un 17,8% de 45 a 60 i un 5,3% 65 anys o més.
L'edat mediana era de 29 anys. Per cada 100 dones de 18 o més anys hi havia 101,2 homes.
La renda mediana per habitatge era de 31.729 $ i la renda mediana per família de 34.015 $. Els homes tenien una renda mediana de 28.468 $ mentre que les dones 19.696 $. La renda per capita de la població era de 13.925 $. Entorn del 14% de les famílies i el 16,6% de la població estaven per davall del llindar de pobresa.

## Poblacions més properes
El següent diagrama mostra les poblacions més properes.